# Thomas Dyke Acland, VII baronetto
Thomas Dyke Acland, VII Baronetto (14 agosto 1722 – Kingston, 24 febbraio 1785) è stato un politico inglese.

## Biografia
Era il figlio maggiore ed erede di Sir Hugh Acland, VI Baronetto di Killerton, nel Devon, e di sua moglie Cicely Wroth, figlia maggiore ed erede di Sir Thomas Wroth, III Baronetto. Successe a suo padre come Baronetto alla morte di quest'ultimo il 29 luglio 1728. L'antica famiglia di Acland, ritenuta di origine fiamminga, ebbe origine nella tenuta di Acland nella parrocchia di Landkey nel North Devon. Frequentò il Balliol College.

## Carriera
Fu deputato al Parlamento per il Devon (1746-1747), per Somerset (1767-1768) e High Sheriff of Somerset nel 1751.
Era un membro di spicco della nobiltà del West Country e utilizzava la proprietà di Pixton e Holnicote della moglie per le sue battute di caccia.

## Matrimonio
Sposò, il 7 gennaio 1745, Elizabeth Dyke (?-10 luglio 1753), figlia ed erede di Thomas Dyke. Ebbero due figli:
- John Dyke Acland (18 febbraio 1746-31 ottobre 1778)[5][6]
- Sir Thomas Dyke Acland, IX Baronetto (18 aprile 1752-17 maggio 1794)

## Morte
Morì il 24 febbraio 1785, all'età di 62 anni e fu sepolto l'8 marzo a Broadclyst.